# St. Laurentius (Westerwiehe)
St. Laurentius ist eine katholische Pfarrkirche in Westerwiehe, einem Stadtteil im ostwestfälischen Rietberg in Nordrhein-Westfalen, Deutschland. Die Kirche gehört zum Pastoralverbund Kirchspiel Neuenkirchen im Erzbistum Paderborn.

## Geschichte
Die Pfarrgemeinde wurde 1852 eingerichtet. 1855 wurde eine Kapelle für die Gläubigen errichtet. 1916 wurde sie zur eigenständigen Pfarrei erhoben. Als der Kapellenbau zu klein war, legte man 1921 den Grundstein für eine Erweiterung der Kapelle. 1971 konnte ein Pfarrheim mit Kindergarten eingeweiht werden. 2002 wurden die Einrichtungen erweitert.